# 长穗糯米香
长穗糯米香（学名：Strobilanthes longispicata）为爵床科马蓝属的植物。分布于台灣本島以及中国大陆的广西、海南、云南等地，目前尚未由人工引种栽培。

## 别名
长穗马蓝（台湾植物志）